# Selves pluvials de Halmahera
Les selves pluvials de Halmahera són una ecorregió de bosc tropical humit a Indonèsia. L'ecoregió inclou l'illa de Halmahera i les illes veïnes, com Bacan, Morotai, les illes Obi, Ternate, Tidore, Gebe i moltes illes més petites.

## Geografia
Halmahera és l'illa més gran de l'ecoregió, amb una superfície de 17.780 km². Les illes són muntanyoses i algunes parts són d'origen volcànic. Diversos volcans encara són actius, inclòs el puig Gamkonora (1.560 m), el cim més alt d'Halmahera.
Les illes que formen l'ecoregió formen part de Wallacea, un grup d'illes que formen part del regne d'Australàsia, però que mai es van unir ni als continents australià ni asiàtic. Les illes de Wallacea són la llar d'una barreja de plantes i animals dels dos regnes terrestres, i tenen moltes espècies úniques que van evolucionar de manera aïllada. El límit oriental de l'ecoregió segueix la línia de Lydekker, que demarca les illes de Wallacea de les illes de la plataforma continental Austràlia-Nova Guinea que es van unir durant les edats glacials quan el nivell del mar era més baix.

## Clima
L'ecoregió té un clima de selva tropical.

## Flora
Les principals comunitats vegetals tropicals de terres baixes perennes i boscos pluvials semiperennes.
Syzygium aromaticum és originari de l'ecoregió i els seus capolls florals aromàtics són la font del clavell d'espècies. Myristica fragrans, un altre autòcton, és la font de nou moscada i macís, que es deriven de les seves llavors. Tots dos arbres es conreen àmpliament a les illes.
La palmera Jailoloa halmaherensis descoberta recentment és endèmica d'Halmahera.

## Fauna
L'ecoregió acull 38 espècies de mamífers. Set espècies són endèmiques: el cuscús de les Moluques, el cuscús de Rothschild, el cuscús de Gebe (Phalanger alexandrae), Phalanger matabiru, la guineu voladora emmascarada, Melomys obiensis, Rattus morotaiensis. Els cuscús són marsupials arboris amb orígens a Australàsia.
L'ecoregió acull 223 espècies d'ocells. Correspon a la zona d'ocells endèmics de les Moluques del Nord. 23 espècies són endèmiques de l'ecoregió. Els endèmics inclouen quatre ocells que són les úniques espècies dels seus gèneres, inclòs el rascló de Wallace, el frare estriat i dues aus del paradís, el corb del paradís d'Halmahera (Lycocorax pyrrhopterus) i l'ocell del paradís d'ala comú (Semioptera wallacii).
L'ecoregió també és la llar de l'abella més gran del món, l'abella gegant de Wallace (Megachile pluto).

## Àrees protegides
Una avaluació de 2017 va trobar que 2.052 km², o el 8%, de l'ecoregió es troba en àrees protegides. Gairebé dos terços de la superfície no protegida encara està boscosa. Les àrees protegides inclouen el parc nacional Aketajawe-Lolobata a Halmahera (1.673 km²).